# Arvid Högbom

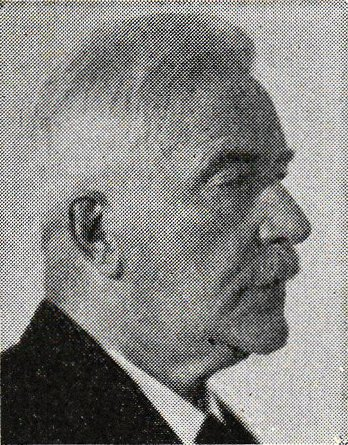
Arvid Högbom, undatierte Fotografie

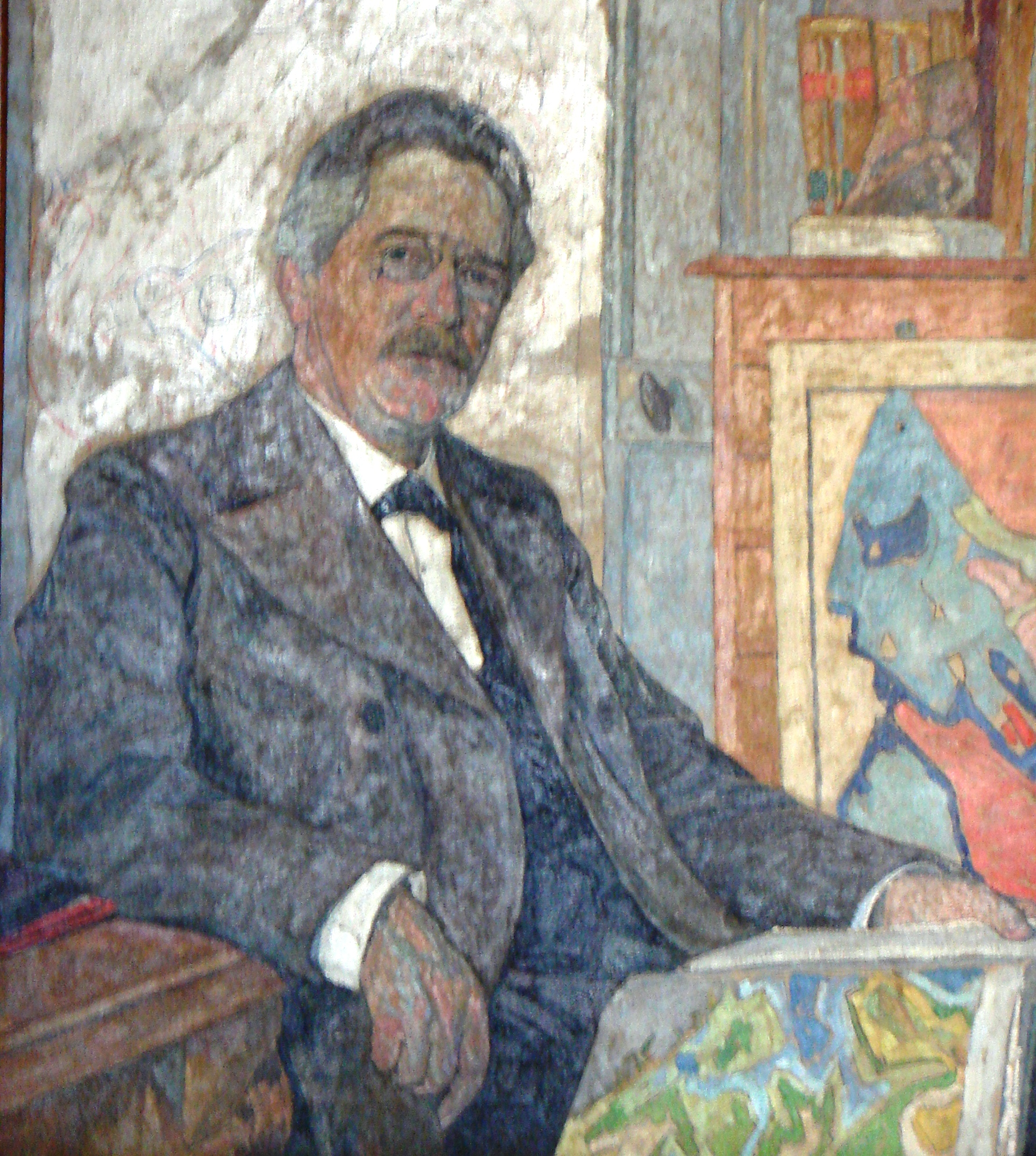
Arvid Högbom, Porträt von Carl Wilhelmson 1928

Arvid Gustaf Högbom (* 11. Januar 1857 in Vännäs, Västerbotten; † 19. Januar 1940) war ein schwedischer Geologe, Mineraloge und Geograph. Er war Professor an der Universität Uppsala.
Högbom studierte in Uppsala mit dem Kandidaten-Examen 1880 und dem Lizenziats-Abschluss 1884 und der Promotion 1885. Danach war er dort Dozent und ab 1887 Professor. Ab 1891 lehrte er an der Universität Stockholm mit einer Professur ab 1895. Im folgenden Jahr wechselte er aber wieder auf eine Professur in Uppsala. 1922 wurde er emeritiert.
Högbom befasste sich als Geologe mit magmatischer Differentiation, das er im Eisenerzgebiet von Gällivare in Nordschweden studierte. Seine Deutung von Kalkgestein als Karbonatite im Alnö-Gebiet führte seinerzeit zu heftigen Kontroversen. Von ihm stammen auch wichtige Arbeiten zur Tektonik der Kaledoniden und über die Eisrandlage der letzten Eiszeit. Eine Frage von Svante Arrhenius aufgreifend untersuchte er den Anstieg der Temperatur in der Atmosphäre durch Verbrennung fossiler Brennstoffe, war aber der Ansicht, ein messbarer Erwärmungseffekt aus Kohle-Verbrennung würde tausende Jahre benötigen und wäre im Übrigen positiv zu bewerten. Als Geograph befasste er sich mit schwedischen Ortsnamen, Bildung eiszeitlicher Täler und Höhenänderungen nach der Eiszeit  und schrieb ein Buch über seine Heimat Norrland (1906).
1897 bis 1922 gab er das Bulletin of the Geological institution of Upsala heraus. Er war einer der Organisatoren des Internationalen Geologenkongresses in Stockholm 1910.
Er war Ehrenmitglied der Geologischen Vereinigung und seit 1922 korrespondierendes Mitglied der Preußischen Akademie der Wissenschaften. Er ist Namensgeber des Bergs Högbomfjellet in Sabine-Land auf Spitzbergen. Seit 1972 tragen die Högbom Outcrops seinen Namen, Felsvorsprünge im ostantarktischen Coatsland.